# 다르더이 팔
다르더이 팔(헝가리어: Dárdai Pál, 1976년 3월 16일 ~ )은 헝가리의 전 축구 선수이자 현 축구 지도자로 현재 독일 분데스리가의 헤르타 BSC의 감독을 맡고 있으며 선수 시절 포지션은 수비형 미드필더였다.

## 선수 시절

### 클럽
1991년 페치 MFC에서 데뷔한 후 1995-96 시즌 중반까지 주전 미드필더로 활동한 뒤 1995-96 시즌 중반 부다페슈티 VSC로 이적하여 1995-96 헝가리컵 준우승을 차지했다.
그리고 1997년 1월 독일 분데스리가의 헤르타 BSC로 이적하여 2011년 은퇴할 때까지 팀의 주축 미드필더로 활약하며 1996-97 2. 분데스리가 3위 및 1부 리그 승격, DFL-리가포칼 2연패(2001, 2002), 2000년 DFL-리가포칼 준우승, 2006년 UEFA 인터토토컵 우승, 2010-11 2. 분데스리가 우승 등에 공헌했다.

### 국가대표팀
1996년부터 1997년까지 헝가리 U-21 대표팀 소속으로 5경기를 소화하다가 이듬해인 1998년 8월 19일 헝가리 성인대표팀의 일원으로 슬로베니아와의 친선 경기에서 국제 A매치 데뷔전을 치렀다.
그로부터 2개월 후인 10월 10일 아제르바이잔과의 UEFA 유로 2000 예선 7조 2차전에서 A매치 데뷔골을 터뜨리며 팀의 4-0 완승에 기여했고 이후 2010년 국가대표팀에서 은퇴할 때까지 12년동안 A매치 61경기 5골을 기록했다.

## 지도자 경력
선수 은퇴 후인 2012년 친정팀인 헤르타 BSC의 U-15 유소년팀의 감독으로 본격적인 지도자 커리어를 시작한 뒤 2014년부터 2015년까지 헝가리 대표팀의 감독으로 잠시 재직하다가 2015년 헤르타의 감독으로 복귀하여 5시즌동안 팀을 맡아 2번의 UEFA 유로파리그 진출(2016-17, 2017-18)을 이끌어냈다.
그 뒤 2시즌간 헤르타 유소년팀을 이끌다가 2021년 1월 25일 1군팀의 감독이었던 브루노 라바디아가 경질되자마자 다시 헤르타 1군팀의 감독으로 재부임했다.

## 수상

### 선수
부다페슈티 VSC
- 헝가리 컵 : 준우승 (1995–96)

 헤르타 BSC
- 2. 푸스발-분데스리가 : 우승 (2010–11), 3위 (1996-97)
- DFL-리가포칼 : 우승 (2001, 2002), 준우승 (2000)
- UEFA 인터토토컵 : 우승 (2006)

### 개인
- 헝가리 올해의 축구 선수 : 2006